# Victrice Weiß
Victrice Weiß (Eggenfelden, 18 décembre 1842 - Vilsbiburg, 8 octobre 1924) est un capucin bavarois reconnu vénérable par l'Église catholique.

## Biographie
Il naît le 18 décembre 1842 à Eggenfelden en Bavière et baptisé le lendemain sous le nom de Nicolas. En 1853, il entre à l'école latine de Landshut et obtient son diplôme le 26 juillet 1861. Il entame ensuite des études à l'Université de Munich en philosophie, histoire et sciences naturelles. À l'automne 1862, il entre au séminaire de Freising. Il est ordonné prêtre le 29 juin 1866 et nommé vicaire à Schwabing près de Munich. Le 22 février 1869, il est nommé professeur et préfet du séminaire du Freising ; lors de ces années, il est aussi prédicateur à la cathédrale et obtient son doctorat en théologie à l'Université de Munich le 20 juillet 1871.
Le 20 août 1875, il prend l'habit des capucins à Burghausen avec le nom de Victrice et prononce ses premiers vœux un an plus tard. Il exerce son apostolat à Eichstätt puis nommé maître des novices en août 1878 à Burghausen. En 1879, il fait ses vœux définitifs. En août 1882, il devient vicaire et directeur des étudiants d'Eichstätt puis gardien à Laufen en août 1883. Le 29 juillet 1884, il est élu provincial à Altötting. En 1886, il prend la tête du sanctuaire Marie-Auxiliatrice de Vilsbiburg (de). En 1889, il fonde l'œuvre de l'amour séraphique avec le père Cyprian Fröhlich. Le 23 août 1893, il est réélu supérieur provincial à Altötting.
Le 21 avril 1894, il célèbre les funérailles de saint Conrad de Parzham. Le 5 août 1896, il est de nouveau nommé provincial. Il meurt le 8 octobre 1924. Après sa mort le 19 octobre 1927, son corps est transféré au sanctuaire de Marie-Auxiliatrice de Vilsbiburg. Il est reconnu vénérable le 10 mai 1979 par Jean-Paul II.